# 1336年
| 千纪： | 2千纪 |
| 世纪： | 13世纪 \| 14世纪 \| 15世纪                                                                                 |
| 年代： | 1300年代 \| 1310年代 \| 1320年代 \| 1330年代 \| 1340年代 \| 1350年代 \| 1360年代                           |
| 年份： | 1331年 \| 1332年 \| 1333年 \| 1334年 \| 1335年 \| 1336年 \| 1337年 \| 1338年 \| 1339年 \| 1340年 \| 1341年 |
| 纪年： | 丙子年（鼠年）；元至元二年；越南開祐八年；日本南朝建武三年，延元元年，北朝建武三年                         |

## 大事记
- 元順帝在增訂《風憲宏綱》的基礎上，將有關禦史台典章制度彙編為《憲台通紀》。
- 足利尊氏仿北條泰時的御成敗式目，制訂建武式目，明定室町幕府的施政方針。
- 7月4日——湊川之戰，後醍醐天皇與足利尊氏的決戰，以足利氏的勝利告終。
- 日本南北朝時代開始，足利尊氏擁護光明天皇，建北朝，後醍醐天皇退居吉野，建南朝。
- 毗奢耶那伽羅王朝在南印度建立。

## 出生
- 帖木兒，帖木兒帝國的奠基人（1405年逝世，69岁）

## 逝世
- 楠木正成，明治时代军神